# Phyllonorycter ilicifoliella
Phyllonorycter ilicifoliella là một loài bướm đêm thuộc họ Gracillariidae. Nó được tìm thấy ở Cộng hòa Séc to Bồ Đào Nha, Sicilia và Hy Lạp và from Pháp to România.
Ấu trùng ăn Quercus cerris. Chúng ăn lá nơi chúng làm tổ. They create a lower-surface tentiform mine with many sharp folds trong lowers epidermis. Usually, the roof of the mine is incompletely eaten out, leaving a green centre. Pupation takes place withtrong mine in a cocoon that lies freely trong mine và is entirely covered with frass.